# Nienke Hintzbergen
Nienke Hintzbergen, (24 februari 1996, Enschede) is een Nederlands topkorfbalster. Zij won zowel met DOS'46 and PKC nationale als internationale prijzen. Ook speelde Hintzbergen in 2024 en 2025 voor het Nederlands korfbalteam.	

## Spelerscarrière
Hintzbergen begint met korfbal bij Rigtersbleek, 1 van de oudste korfbalclubs van Nederland. Hier doorloopt ze de jeugdteams.											

### DOS'46
In 2015, op 19-jarige leeftijd, verruilt Hintzbergen van club en sluit zich aan bij het grotere DOS'46 uit Nijeveen.											
Op dat moment is de club net weer bezig met een opleving, want DOS'46 promoveerde in 2015 in de zaal weer terug naar de Korfbal League.											
In haar 1e seizoen bij de club krijgt ze van coach Daniël Hulzebosch meteen veel minuten. Zo is ze feitelijk meteen basisspeelster en speelt ze 15 wedstrijden en maakt ze 24 goals in haar debuutseizoen. 											
DOS'46 eindigt in de zaal op een 7e plek en in de veldcompetitie wordt de ploeg kampioen in de Hoofdklasse, waardoor het promoveert naar de Ereklasse.											
In seizoen 2016-2017 speelt ze met Dos'46 zowel op het veld als in de zaal in de hoogste competitie. In de zaal wordt de ploeg 6e en op het veld wordt de ploeg 3e en mist zo net de play-offs.											
In het volgende seizoen, 2017-2018 is Hintzbergen met 35 goals de topscoorder onder de vrouwen bij DOS'46. 											
In seizoen 2018-2019 blijf de ploeg in de zaal steken op een 7e plek, maar in de veldcompetitie doet de ploeg het beter. Zo verzamelt de ploeg 13 punten en plaatst zich zodoende voor de play-offs. In de play-off wint DOS'46 van het ongeslagen PKC met 20-14 en plaatst zich voor de veldfinale. De veldfinale van 2019 is een Noordelijk onderonsje, want de tegenstander is het Friese LDODK. DOS'46 wint met 18-14 en is zodoende Nederlands veldkampioen.											
Seizoen 2019-2020 begint met de jaarlijkse Supercup. In deze wedstrijd strijden de Nederlandse en Belgische veldkampioen tegen elkaar. DOS'46 speelt tegen het Belgische AKC en wint met 25-12, waardoor de ploeg het seizoen start met een prijs.											
Zowel de zaal- als veldcompetitie van dit seizoen wordt niet uitgespeeld vanwege de COVID-19 uitbraak. Sowieso eindigde het seizoen voor DOS'46 in mineur omdat tijdens de zaalcompetitie hoofdcoach Pascal Zegwaard werd ontslagen. 											

### PKC
Hintzbergen verruilde voor seizoen 2020-2021 DOS'46 voor PKC.
In 2020-2021 kreeg PKC een nieuw coachingsduo, namelijk Wim Scholtmeijer (voormalig bondscoach) en Jennifer Tromp. Vanwege COVID-19 begon de competitie iets later dan normaal en om de planning passend te maken, werd de Korfbal League in 2 poules opgedeeld. PKC werd na de reguliere competitie ongeslagen 1e in Poule A, waardoor het zichzelf plaatste voor de play-offs. In de eerste play-off ronde versloeg PKC in 2 wedstrijden DVO. In de tweede play-off ronde trad PKC aan tegen TOP. TOP won de eerste wedstrijd en PKC de tweede, waardoor er een derde en belissende wedstrijd gespeeld moest worden. In deze beslissingswedstrijd won PKC overtuigend met 29-19, waardoor PKC zich plaatste voor de zaalfinale. In de zaalfinale, die weer in Ahoy werd gespeeld, trof PKC Fortuna. Hierdoor werd de finale van 2021 een herhaling van de finale van 2019. PKC won de finale met 22-18, waardoor het sinds 2015 weer Nederlands zaalkampioen was.
In seizoen 2021-2022 deed PKC in het seizoen weer goede zaken. Gedurende de reguliere competitie verloor het slechts 2 wedstrijden. Hierdoor eindigde de ploeg als 2e en haalden ze als 1 van de favorieten de play-offs. In de play-off serie won PKC in 2 wedstrijden van concurrent DVO, waardoor PKC voor het 3e jaar op rij in de zaalfinale stond. Ook voor de 3e jaar op rij was Fortuna weer de tegenstander. De finale, die weer in een vol Ahoy werd gespeeld, was spannend. Uiteindelijk won Fortuna de finale met 22-21, waardoor PKC was onttroond als zaalkampioen. Hintzbergen scoorde wel 3 keer in deze finale.
Iets later, in de veldcompetitie, won PKC in de kruisfinale van LDODK met 17-15 en plaatste zich zodoende voor de veldfinale. In de finale won PKC nipt met 24-23 van DVO. Hierdoor was PKC de nieuwe Nederlandse veldkampioen.
In seizoen 2022-2023 begon PKC in een favorietenrol. De ploeg was in de beginfase van de Korfbal League het sterkste van alle ploegen. In januari 2023 mocht de ploeg zijn kwaliteit laten zien in een vernieuwde opzet van de Europacup, namelijk de Korfball Champions League. PKC versloeg in de halve finale de Belgische zaalkampioen Floriant met 21-13, waardoor het zich plaatste voor de finale. In deze finalestrijd won PKC van de Nederlandse zaalkampioen Fortuna met 19-10 waardoor het de eerste Champions League winnaar was.
In de eigen competitie zette PKC de goede lijn door en stond na de 18 reguliere speelrondes op plek 1 met 30 punten. In de play-off serie moest PKC aantreden tegen het als nummer 4 geplaatste LDODK. In deze best-of-3 serie won PKC in 2 wedstrijden en plaatste zich zodoende voor de 4e zaalfinale op rij. Dit maal was DVO de tegenstander. In de zaalfinale was PKC al snel te sterk en won het met duidelijke cijfers, 33-20. Hiermee pakte PKC ook een record, want het was nog nooit eerder gebeurd in de geschiedenis van de Korfbal League dat een ploeg boven de 30 goals maakte. Het was de tweede Korfbal League titel voor Hintzbergen als speelster.
Iets later, in de veldcompetitie, deed PKC ook goede zaken. Zo stond de ploeg na de reguliere competitie bovenaan de Ereklasse B. Hierdoor had de ploeg zich geplaatst voor de kruisfinale. In de kruisfinale won PKC met 17-15 van LDODK, waardoor het zich voor het tweede jaar op rij plaatste voor de veldfinale. In de finale was Fortuna de tegenstander en PKC won de wedstrijd met 18-13, waardoor het de veldtitel prolongeerde.
In het volgende seizoen (2023-2024) werd het wederom en sterk seizoen voor PKC. In de zaalcompetitie won PKC 15 van de 18 wedstrijden en stond na de reguliere competitie op de 1e plek. Zodoende ging PKC als favoriet de play-off serie in. In de best-of-3 serie was KZ de tegenstander, de ploeg die als 4e eindigde in de competitie. PKC won in 2 wedstrijden, waardoor het zich plaatste voor de zaalfinale in Ahoy. Net als in het seizoen ervoor was DVO de tegenstander in Ahoy. In deze zaalfinale gaf DVO PKC meer partij, maar ook nu wist PKC de wedstrijd te winnen (23-21). Hierdoor wist PKC hun zaaltitel te prolongeren. Iets later, in de veldcompetitie plaatste PKC ongeslagen zichzelf voor de kruisfinale. Hier was Fortuna de tegenstander en die bleek een maatje te groot, PKC verloor de kruisfinale met 12-11.
Seizoen 2024-2025 zou een bijzonder seizoen worden voor PKC. De ploeg, als titelhouder, begon de competitie wat rommelig. Ploegen zoals DVO, Fortuna en LDODK hadden zich al een tijdje voor de play-offs van de Korfbal League geplaatst en PKC moest met AKC Blauw-Wit uitmaken welke ploeg het laatste play-off ticket zou krijgen. Het kwam aan op de laatste speelronde en PKC verzekerde zich op het nippertje van het laatste play-off plaatsje. Zodoende ging PKC als nummer 4 de play-offs in en moest het daardoor opnemen tegen de nummer 1 van de reguliere competitie, DVO. In de best-of-3 serie won PKC overtuigend in 2 wedstrijden waardoor het (tegen de verwachtingen in) zich alsnog plaatste voor de zaalfinale, voor de 7e keer op rij. In de zaalfinale was Fortuna de tegenstander en PKC won de finale met 21-17, mede dankzij een sterk optreden van Jorien Jordaan. Hierdoor was PKC voor het 3e jaar op rij de zaalkampioen.
Iets later, in de veldcompetitie stond PKC ook in de finale. In de finale was DOS'46 de tegenstander. De finale eindigde in 19-19 gelijkspel en ook na verlenging was er geen winnaar. De finale werd besloten via strafworpen, waarbij DOS'46 de wedstrijd won. 
Na dit seizoen nam Hintbergen afscheid van PKC.

## Erelijst
- Ereklasse kampioen veldkorfbal, 3x (2019, 2022, 2023)
- Supercup kampioen veldkorfbal, 2x (2019, 2022)
- Korfbal League kampioen, 4x (2021, 2023, 2024, 2025)
- Champions League kampioen zaalkorfbal, 3x (2023, 2024, 2025)

## Oranje
In 2024 werd Hintzbergen door bondscoach Ard Korporaal geselecteerd voor het Nederlands korfbalteam.
Hintzbergen won een gouden medaille op de volgende internationale toernooien:
- EK 2024